# Stephen Ranulph Kingdon Glanville
Stephen Ranulph Kingdon Glanville (né à Londres, le 26 avril 1900, mort le jour de son anniversaire à Cambridge, le 26 avril 1956) est un égyptologue anglais.

## Biographie
Il travaille pour le gouvernement égyptien en 1922, puis rejoint à Amarna en 1923 l'Egypt Exploration Society, dont il devient secrétaire honoraire de 1928 à 1931 puis de 1933, et président du Comité de 1951 à 1956.
Il est nommé assistant au Département des antiquités égyptiennes et assyriennes au British Museum en 1924. Il fouille à Amarna en 1925, et à Ermant en 1928. Il est professeur d'égyptologie au Worcester College d'Oxford de 1929 à 1935, puis de 1935 à 1939, à l'University College de Londres.

## Publications
- Daily Life in Ancient Egypt, 1930 ;
- The Egyptians, A&C Black, 1933 ;
- Catalogue of the demotic papyri in the British Museum, Vol 1., 1939 ;
- The Legacy of Egypt, Claridon Legacy series, 1942 ;
- Growth and nature of Egyptology, 1947 ;
- Catalogue of the demotic papyri in the British Museum, Vol 2., 1956.